# Argyrodella
Argyrodella is een monotypisch geslacht van spinnen uit de  familie van de Theridiidae (Kogelspinnen).

## Soort
- Argyrodella pusillus Saaristo, 1978